# Popgrigorovo, Dobrici
Popgrigorovo (în bulgară Попгригорово, în română Velifacâ) este un sat în comuna Dobricika, regiunea Dobrici, Dobrogea de Sud, Bulgaria. 
Între anii 1913-1940 a făcut parte din plasa Casim a județului Caliacra, România. 

## Demografie
Componența etnică a satului Popgrigorovo
     Bulgari (100%)
     Nicio identificare (0%)
     Altele (0%)
La recensământul din 2011, populația satului Popgrigorovo era de 91 locuitori. Din punct de vedere etnic, toți locuitorii erau bulgari.